# Capcom Bowling
Capcom Bowling est un jeu vidéo de bowling développé par Incredible Technologies et édité par Capcom en août 1988 sur système d'arcade Incredible Technologies 8-bit,.

## Série
1. Capcom Bowling
2. Coors Light Bowling : 1989